# Publio Servilio Rulo
Publio Servilio Rulo (en latín, Publius Servilius Rullus) fue un político romano del siglo I a. C.

## Tribunado de la plebe
Fue tribuno de la plebe en el año 63 a. C. Tan pronto ocupó el cargo, presentó un proyecto ley agraria para repartir las tierras públicas de Campania entre ciudadanos de la Ciudad y veteranos del Ejército. Para llevarlo a cabo, se nombraría una comisión de decenviros con poder quinquenal que, en previsión de que el total de tierras fuese insuficiente, tenían potestad para comprar nuevas tierras de propietarios que quisiesen venderlas. El dinero para adquirir dichas tierras debía provenir de los botines de guerra. Cicerón, cónsul el mismo año, se opuso a la promulgación en sendos discursos que dio al Senado el primer día de mandato y al pueblo unos días después. Rulo no replicó en público, pero extendió el rumor de que Cicerón sólo se oponía a la ley para satisfacer a aquellos que habían recibido concesiones de tierra de Sila. En un nuevo discurso, Cicerón se defendió de lo que consideraba una difamación y consiguió que Rulo retirara la propuesta tras saberse que la aristocracia senatorial había conseguido que otro tribuno, Lucio Cecilio Rufo, estuviera dispuesto a vetar la ley.